# Четырнадцать пунктов Джинны
Четырнадцать пунктов Джинны были предложены Мухаммадом Али Джинной в качестве плана конституционной реформы для защиты политических прав мусульман в самоуправляющейся Индии. В 1928 году была созвана Всепартийная конференция для решения конституционных проблем мусульман. Под руководством Мотилала Неру был создан комитет. Этот комитет подготовил отчет, известный как «Отчёт Неру». Этот отчет требовал статус доминиона для Индии. Отдельным избирателям было отказано, а резервирование мест для мусульман Бенгалии и Пенджаба было отклонено, и ни одно требование мусульман не было удовлетворено. Поскольку доклад Неру был последним словом индусов, г-н Джинна был уполномочен в сжатой форме разработать основу любой будущей конституции, с целью получения прав для мусульман. Поэтому он поставил свои 14 пунктов. Эти пункты охватывали все интересы мусульман в напряжённое время, и в этом Джинна заявил, что это было «разводом путей» и что он не хочет и не будет иметь ничего общего с Индийским национальным конгрессом в будущем. Лидеры Лиги побудили Джинну возродить Мусульманскую лигу и дать ей направление. В результате эти пункты стали требованиями мусульман и сильно повлияли на мышление мусульман в течение следующих двух десятилетий до образования Пакистана в 1947 году.

## План
Отчёт был представлен на заседании совета Всеиндийской мусульманской лиги 9 марта 1929 года. Отчет Неру подвергся критике со стороны мусульманских лидеров Ага-хана III и Мухаммеда Шафи. Они рассматривали это как смертный приговор, потому что он рекомендовал объединить списки избирателей для индуистов и мусульман.
Мухаммед Али Джинна уехал в Англию в мае 1928 года и вернулся через шесть месяцев. В марте 1929 года сессия Мусульманской лиги проходила в Дели под председательством Джинны. В своем обращении к своим делегатам он объединил мусульманские точки зрения по четырнадцати пунктам, и эти четырнадцать пунктов стали 14 пунктами Джинны.

## Четырнадцать пунктов Джинны
1. По форме будущая конституция должна быть федеральной, а остаточные полномочия должны быть переданы провинциям.
2. Всем провинциям гарантируется единообразная мера автономии.
3. Все законодательные органы страны и другие выборные органы должны быть сформированы на основе определенного принципа адекватного и эффективного представительства меньшинств в каждой провинции без уменьшения большинства в любой провинции до меньшинства или даже равенства.
4. В Центральном законодательном собрании мусульманское представительство не может быть менее одной трети.
5. Представительство общинных групп должно по-прежнему осуществляться отдельными электоратами: при условии, что оно будет открыто для любого сообщества в любое время, чтобы отказаться от своего отдельного электората в пользу объединенного электората.
6. Любое территориальное перераспределение, которое может потребоваться в любой момент, не должно никоим образом затрагивать мусульманское большинство в провинциях Пенджаб, Бенгалия и СЗПП.
7. Всем общинам гарантируется полная свобода вероисповедания.
8. Ни один законопроект или резолюция не могут быть приняты ни одним законодательным органом, если три четверти членов любого сообщества в этом органе выступают против законопроекта.
9. Синд должен быть отделен от президентства Бомбея.
10. Реформы должны проводиться в СЗПП и Белуджистане на тех же основаниях, что и в других провинциях.
11. Мусульманам следует предоставить адекватную долю во всех услугах с должным учетом требований эффективности.
12. Конституция должна предусматривать адекватные гарантии защиты мусульманской культуры, образования, языка, религии и личных законов, а также мусульманских благотворительных организаций.
13. Одна треть представительства предоставляется мусульманам как в центральных, так и в провинциальных кабинетах.
14. Никакие изменения в конституцию не могут быть внесены без согласия провинций.

## Реакция
Среди индусов пункты Джинны совершенно игнорировались и отвергались партией Конгресса. Джавахарлал Неру назвал их «14 нелепых пунктов Джинны». Это в конечном итоге привело к тому, что Джинна сформировал Пакистан.

## Последствия
После того, как четырнадцать пунктов были обнародованы, Джинна был приглашен на конференцию за круглым столом, где он изложил мусульманскую точку зрения. В полночь 31 декабря конгресс отправился на реку Рави, и Джавахарлал Неру поднял флаг и сказал „да здравствует революция“.